# Zbór Kościoła Adwentystów Dnia Siódmego w Nowej Hucie
Zbór Kościoła Adwentystów Dnia Siódmego w Nowej Hucie – jeden z trzech zborów adwentystycznych w Krakowie (obok zboru przy ul. Lubelskiej i zboru międzynarodowego), prowadzący działalność w Nowej Hucie, należący do okręgu krakowskiego diecezji południowej Kościoła Adwentystów Dnia Siódmego w RP.
Zbór został utworzony w 1991. Jego pastorem jest Marcin Pycia. Nabożeństwa odbywają się w każdą sobotę w kościele na os. Teatralnym 24.